# Calenders
Les calenders étaient des religieux musulmans appartenant à la confrérie soufie des Qalandariyya, ainsi appelés à partir du surnom que reçut leur fondateur, et qui signifie or pur. 
Ils doivent leur nom à un arabe d'Andalousie nommé Youssouf (XIIIe siècle). Ils devaient marcher pieds nus, ne vivre que d'aumônes, se livrer aux pratiques les plus austères et rivaliser de vertu avec les derviches. 
Corrompus, tombés dans la débauche, ils finirent par être de partout exclus. 

## Source partielle
Marie-Nicolas Bouillet  et Alexis Chassang (dir.), « Calenders » dans Dictionnaire universel d’histoire et de géographie, 1878 (lire sur Wikisource)